# Herman Friedrich Becker
Herman Friedrich Becker var en tysk-amerikansk botaniker, som främst intresserade sig för botaniska fossiler.

## Studier
Herman Becker föddes 1907 i Düsseldorf. Han studerade hortikultur vid Botanischer Garten Berlin.
Han emigrerade till USA 1930. Där fick han först anställning som hortikulturbiträde och blev så småningom chef för The Conservatory for the Brooklyn Botanic Garden (utbildningsavdelningen för Brooklyns botaniska trädgård).
1939–1947 studerade han vid Brooklyn College, där han avlade examen för BA.
Han fortsatte studera botanik vid Columbia University och blev Master of Arts 1952.
Vid University of Michigan studerade Herman Becker paleobotanik, där han hade Chester Arnold som handledare, vilket resulterade i PhD-examen 1956 (motsvarar ungefärligen svensk filosofie doktor.

## Publikationer
- Geology field book 1947
- A new species of Mahonia from the Ologocene Ruby Flora of southwestern Montana, 1959
- The Tertiary Mormon Creek flora from the Upper RubyRiver Basin in southwestern Montana, 1960
- The tertiary flora of the Ruby–Gravelly Basin in southwestern Montana, 1960
- Oligocene plants from the Upper Ruby River Basin, southwestern Montana 1961, 1962
- An Oligocene flora from the Ruby River Basin in southwestern Montana, 1965–1967
- Additions to and revision of the Oligocene Ruby paper shale flora of southwestern Montana, 1966
- Fossil plants of the Tertiary Beaverhead Basins in southwestern Montana, 1969
- The Metzel Ranch flora of the Upper Ruby River Basin, southwestern Montana, 1972, 1973
- Renovation urbaine : bilans et perspectives: Louvain–le–Neuve, 8 och 9 maj 1981: actes du Colloque Rénovation urbaine : bilans et perspectives, 1983

Auktorsnamnet H.F.Becker kan användas för Herman Friedrich Becker i samband med ett vetenskapligt namn inom botaniken; se Wikipediaartiklar som länkar till auktorsnamnet.